# ヤマハ・ブラザーズ
ヤマハ・ブラザーズ（The Yamaha Brothers）は、プロレスのタッグチーム。
星野勘太郎と山本小鉄によって結成され、1960年代後半から1970年代全般にかけてを全盛期に活動した。

## 来歴
日本プロレスに所属していた星野勘太郎と山本小鉄が、1967年1月より共にアメリカ武者修業に出立して結成。カリフォルニア州ロサンゼルスのWWAを皮切りに、小型でもパワフルであると評判だったヤマハの日本製オートバイにあやかったヤマハ・ブラザーズ（The Yamaha Brothers）のチーム名のもと、テネシー州メンフィスを拠点とするNWAミッドアメリカ（後のCWA）を主戦場に活動した。
ロサンゼルスでは参戦早々の1月13日、ハードボイルド・ハガティ&エル・シェリーフが保持していたWWA世界タッグ王座に挑戦し、30分時間切れ引き分けの戦績を残している。この試合は王者マーク・ルーインにキラー・カール・コックスが挑戦したWWA世界ヘビー級王座戦のセミファイナルとして行われ、当日はエドワード・カーペンティア、ボボ・ブラジル、ペドロ・モラレスなどの豪華メンバーが前座を務めた。テネシーではファーゴ・ブラザーズ（ジャッキー・ファーゴ&ソニー・ファーゴ）、ブルー・インフェルノス（フランク・マルティネス&ヒルベルト・メレンデス）などのチームと対戦している。
同年9月22日開幕の『ダイヤモンド・シリーズ』に揃って凱旋帰国し、大田区体育館で行われた開幕戦のセミファイナルにおいてレッド・マクナルティ&マッド・ラシアンに勝利。以降、日本プロレスのミッドカード戦線で活躍。1971年9月にはNWAタッグ・リーグ戦の第2回大会に出場して、キラー・コワルスキー&バディ・オースチン、ネルソン・ロイヤル&ポール・ジョーンズ、カウボーイ・ボブ・エリス&フランキー・レイン、グレート・スヌーカ&スニー・ウォー・クラウドなどと対戦した。
1972年、山本は新日本プロレスの旗揚げに参加。星野も日本プロレス崩壊後、1974年より新日本プロレスに合流したことでコンビが復活。ロイヤル・カンガルーズ（ロード・ジョナサン・ボイド&ノーマン・フレデリック・チャールズ3世）、ハリウッド・ブロンズ（ジェリー・ブラウン&バディ・ロバーツ）、ザ・モンゴルズ（ジート・モンゴル&ボロ・モンゴル）、レッド・デビルズ（ブラック・ゴールドマン&エル・ゴリアス）などの名チームとも対戦し、アンドレ・ザ・ジャイアントとの1対2のハンディキャップ・マッチも行われた。
1979年1月21日には国際プロレスのリングにおいて、グレート草津&アニマル浜口からIWA世界タッグ王座を奪取した。当時の新日本には全日本プロレスのアジア・タッグ王座のような中堅用のタッグ王座が存在していなかったこともあり、これが国内におけるヤマハの唯一のタイトル戴冠となった。
1980年4月に山本が引退（引退試合はヤマハvs国際プロレスの鶴見五郎&大位山勝三）。チームも解散したが、1992年3月1日に山本が1試合のみ限定復帰。12年ぶりにヤマハ・ブラザーズを復活させて、ブラック・キャット&山本広吉と対戦した。1994年9月26日にも再々結成が実現しており、神戸ワールド記念ホールにおいて馳浩&小島聡と対戦している。
2003年5月1日、新日本プロレスの東京ドーム大会で行われたOBバトルロイヤルに共に出場。最後は両者が勝ち残ったが「ヤマハは2人で1つ、2人で優勝」とアピールし、ヤマハ・ブラザーズとして2人で優勝を果たした。その後は2008年12月18日、後楽園ホールでの昭和プロレス第2弾興行において、グレート小鹿&ザ・グレート・カブキと対戦。2010年8月28日に山本、同年11月25日に星野が死去したため、これがヤマハ・ブラザーズのラストマッチとなった。

## 獲得タイトル
NWAミッドアメリカ
- NWA南部タッグ王座（ミッドアメリカ版）：1回[11]

国際プロレス
- IWA世界タッグ王座：1回[6]